# Акаталектика
Акатале́ктика (грец. a — префікс, що означає заперечення, та katalektikos — усічений) — відповідність клаузули метричній структурі вірша, дотримання його схеми.
Так, в акаталектичному ямбічному рядку два останні склади адекватні стопі ямба (константа): «Страшні слова, коли вони мовчать» (Ліна Костенко):

U—/U—/U—/U—/U—/

У такому значенні вживаються поняття: акаталектична клаузула, акаталектичний віршовий розмір, акаталектичний хорей тощо, на відміну від каталектики чи гіперкаталектики.